# Castle Point (Missouri)
Castle Point és una concentració de població designada pel cens dels Estats Units a l'estat de Missouri. Segons el cens del 2000 tenia 4.559 habitants.

## Demografia
Segons el cens del 2000, Castle Point tenia 4.559 habitants, 1.408 habitatges, i 1.163 famílies. La densitat de població era de 2.551,1 habitants per km².
Dels 1.408 habitatges en un 44,4% hi vivien nens de menys de 18 anys, en un 36,7% hi vivien parelles casades, en un 40% dones solteres, i en un 17,4% no eren unitats familiars. En el 14,8% dels habitatges hi vivien persones soles el 3,7% de les quals corresponia a persones de 65 anys o més que vivien soles. El nombre mitjà de persones vivint en cada habitatge era de 3,24 i el nombre mitjà de persones que vivien en cada família era de 3,55.
Per edats la població es repartia de la següent manera: un 37,6% tenia menys de 18 anys, un 9,6% entre 18 i 24, un 25,9% entre 25 i 44, un 20,7% de 45 a 60 i un 6,3% 65 anys o més.
L'edat mediana era de 27 anys. Per cada 100 dones de 18 o més anys hi havia 75,8 homes.
La renda mediana per habitatge era de 31.081 $ i la renda mediana per família de 33.281 $. Els homes tenien una renda mediana de 29.919 $ mentre que les dones 21.113 $. La renda per capita de la població era d'11.386 $. Entorn del 22,6% de les famílies i el 24,6% de la població estaven per davall del llindar de pobresa.

## Poblacions més properes
El següent diagrama mostra les poblacions més properes.